# 藤井勝之助
藤井 勝之助（ふじい かつのすけ、1901年（明治34年）1月1日 - 1984年（昭和59年）12月13日）は、京都府出身の日本の実業家。得三郎商店（のちの株式会社龍角散）の婿となり、2代没後に得三郎を襲名した。3代得三郎。

## 来歴
京都府出身で、旧制青山学院高等部を卒業した後に、三井物産に入社。その後、藤井得三郎商店に入り、養女(先代の妻の姪)の婿となり、家督を継ぎ、3代目得三郎を襲名。康男の父。康男が日本初の臨床試薬会社ヤトロン（現在のLSIメディエンス）の社長となると、自分は会長となる。のちに得三郎を襲名し、3代目となる。業界のことにつくした。
株式会社の3代目。秋田の藤井玄淵から数えると、6代目である。

### エピソード
- 秋田で一番有名な民間薬といえば、龍角散。大曲で生まれました[5]。
- 本県では秋田藩士に藤井氏がある。常陸国那珂郡藤井郷発祥の佐竹氏族で、佐竹十代義篤の六男・義貫の子孫である。ほか京、大阪、関東からの入国諸家もあろう。大曲市の富商藤井家は常陸から佐竹を慕って久保田に入り、江戸中期に大曲に移ったとされ、竜角散を製造した医師・藤井玄渕がいる[6]。

## 遠縁
- 『プレジデントファミリー』2018年1月号（冬号）で社長の藤井隆太は、「うちや小林製薬さん、久光製薬さんといった同族経営の製薬メーカーは、一緒にビジネスをしたり、 系図をたどると遠縁にあったりと関係が深いです。」と発言している。